# Kleinfischlingen
Kleinfischlingen ist eine Ortsgemeinde im Landkreis Südliche Weinstraße in Rheinland-Pfalz. Sie gehört der Verbandsgemeinde Edenkoben an, innerhalb derer sie sowohl gemessen an der Einwohnerzahl als auch gemessen an der Fläche die kleinste Ortsgemeinde darstellt.

## Geographie
Die Ortsgemeinde liegt fünf Kilometer südöstlich von Edenkoben zwischen dem Biosphärenreservat Pfälzerwald und dem Rhein am Rand des Gäus. Nachbargemeinden sind – im Uhrzeigersinn – Großfischlingen, Freimersheim, Hochstadt und Essingen. Der Kaltenbach bildet bis auf ein kurzes Stück die südliche Gemarkungsgrenze.

## Geschichte
Die Entstehung von Kleinfischlingen ist vermutlich im fünften und sechsten Jahrhundert zur Zeit der Fränkischen Landnahme erfolgt. Der Name wird gedeutet als Ansiedlung eines Franken namens „Fiskilo“. Auf ihn geht der Ortsname „Fischlingen“ zurück, welcher erstmals im Jahre 772 in einer Urkunde der Abtei Lorsch erwähnt wurde.
Mit der Zeit entwickelten sich zwei Ortskerne: Die Unterscheidung der Orte Großfischlingen und Kleinfischlingen ist erst ab dem Jahr 1282 belegt. In einer wechselvollen Geschichte sind im weiteren Verlauf eine Vielzahl von Besitzstandsänderungen zu verzeichnen. Eine Urkunde aus dem Jahr 1303 zeigt, dass das Dorf ursprünglich zum Reichsgut gehörte. Fast 400 Jahre lang war Kleinfischlingen im Besitz der Herren von Weingarten, die mittlerweile von den Kurfürsten der Pfalz das Dorf als Lehen erhielten. Im Jahr 1686 wurde Kleinfischlingen an den Grafen von Degenfeld-Schomburg in Altdorf verpfändet. Die Wappen der beiden Adelsgeschlechter befinden sich noch heute am alten Schulhaus. 1743 löste die Kurpfalz das Pfand ein und übernahm selbst die Ortsherrschaft, die bis 1795 währte und unterstellte sie dem Oberamt Germersheim sowie der Stadt und Fauthei Germersheim. Bis zur Französischen Revolution war ein Großteil der Dorfgemarkung in Händen geistlicher Herren. Als Eigentümer von Besitzungen sind unter anderem die Abtei Lorsch, die Abtei Weißenburg, das Hochstift Speyer, das Kloster Eußerthal, das Kloster Lambrecht, das Kloster Hördt und das Domkapitel Speyer erwähnt.
Von 1798 bis 1814, als die Pfalz Teil der Französischen Republik (bis 1804) und anschließend Teil des Napoleonischen Kaiserreichs war, war Kleinfischlingen in den Kanton Edenkoben eingegliedert und unterstand der Mairie Großfischlingen. 1815 hatte der Ort insgesamt 314 Einwohner. Im selben Jahr wurde er Österreich zugeschlagen. Bereits ein Jahr später wechselte der Ort wie die gesamte Pfalz zum Königreich Bayern. Von 1818 bis 1862 gehörte die Gemeinde dem Landkommissariat Landau an; aus diesem ging das Bezirksamt Landau  hervor.
Ab 1939 war der Ort Bestandteil des Landkreises Landau in der Pfalz. Nach dem Zweiten Weltkrieg wurde Kleinfischlingen innerhalb der französischen Besatzungszone Teil des damals neu gebildeten Landes Rheinland-Pfalz. Im Zuge der ersten rheinland-pfälzischen Verwaltungsreform wechselte der Ort am 7. Juni 1969 in den neu geschaffenen Landkreis Landau-Bad Bergzabern, der 1978 in Landkreis Südliche Weinstraße umbenannt wurde. 1972 wurde Kleinfischlingen der ebenfalls neu gebildeten Verbandsgemeinde Edenkoben zugeordnet.

## Religion

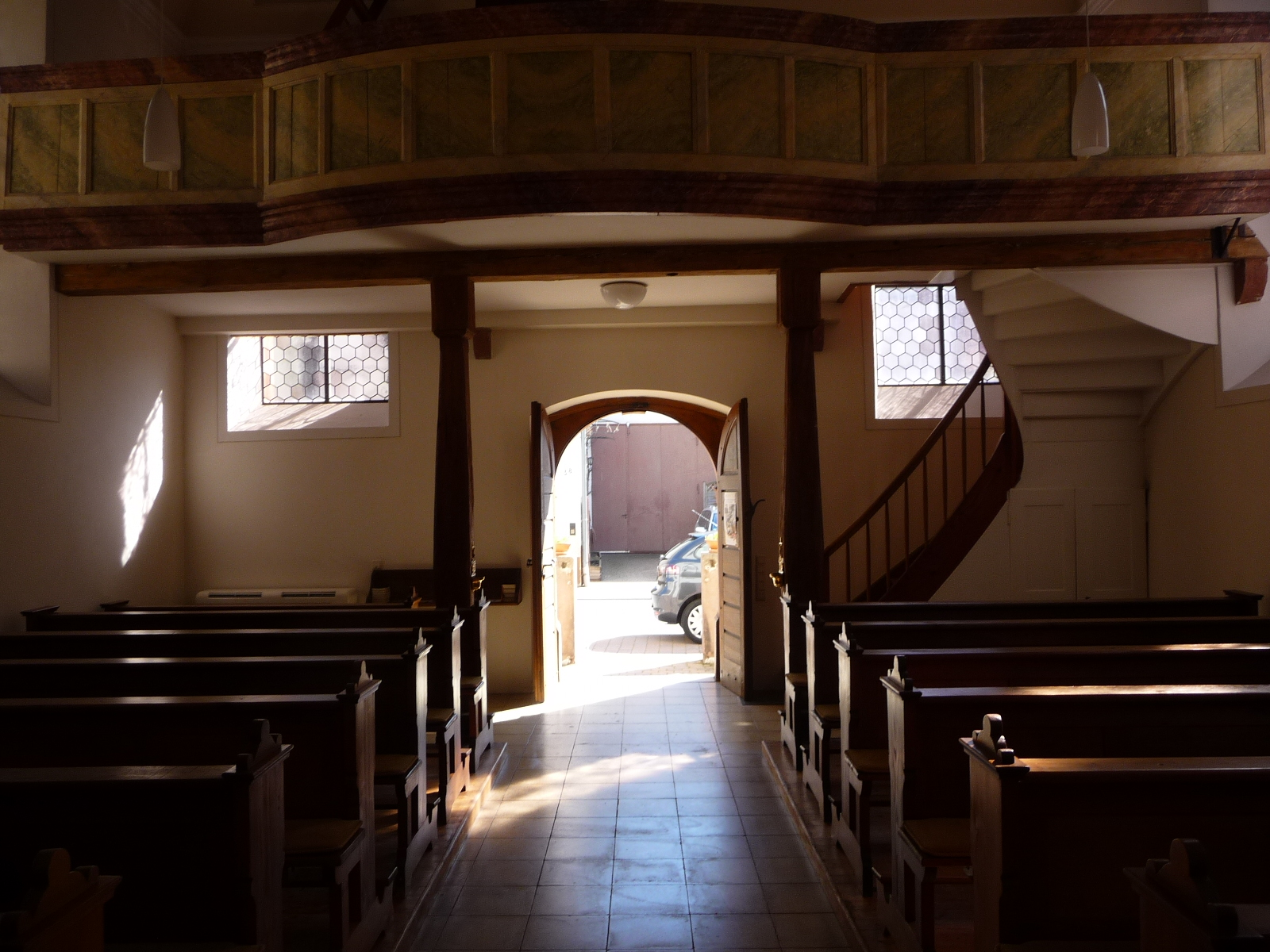
Innenraum der örtlichen katholischen Kirche

2013 waren 51,7 Prozent der Einwohner evangelisch und 27,2 Prozent katholisch. Die übrigen gehörten einer anderen Religion an oder waren konfessionslos. Die Katholiken gehören zum Bistum Speyer, die protestantischen Christen zur Evangelischen Kirche der Pfalz.
Das protestantische Pfarramt Kleinfischlingen verfügte über umfangreichen Grundbesitz an Äckern, Weinbergen und Wiesen, im linksrheinischen Bayern nahm die Pfarrei vom Umfang der Ländereien den 2. Platz ein. Der Kleinfischlinger Pfarrer übte zugleich die geistliche Schulaufsicht in der Region aus.

## Politik

### Gemeinderat
Der Gemeinderat in Kleinfischlingen besteht aus acht Ratsmitgliedern, die bei der Kommunalwahl am 9. Juni 2024 in einer Mehrheitswahl gewählt wurden, und dem ehrenamtlichen Ortsbürgermeister als Vorsitzendem.

### Bürgermeister
Benno Wiebke wurde am 10. Juli 2024 Ortsbürgermeister von Kleinfischlingen. Bei der Direktwahl am 9. Juni 2024 war er als einziger Bewerber mit einem Stimmenanteil von 81,9 % für fünf Jahre gewählt worden.
Wiebkes Amtsvorgänger waren Regina von Nida (2012–2024), Helmut Buchert (1999–2012), Ludwig Becker (1979–1999) und Helmut von Nida (1974–1979).

### Wappen
| Wappen von Kleinfischlingen | Blasonierung: „In Grün ein rechtsgewendeter silberner Fisch.“ |
| Wappen von Kleinfischlingen | Wappenbegründung: Durch den Fisch wird es zu einem „sprechenden Wappen“. Es wurde 1956 vom Mainzer Innenministerium genehmigt und geht zurück auf ein Siegel von 1699. |

## Kulturdenkmäler
Der Ort weist insgesamt neun Objekte auf, die unter Denkmalschutz stehen. Die im Jahr 1776 erbaute protestantische Kirche enthält eine Orgel der Firma Joseph A. Poppe & Söhne aus dem Jahr 1910. Hinzu kommen die katholische Kirche St. Simon und Judas und ein Schulhaus.

## Wirtschaft und Infrastruktur

### Wirtschaft
Kleinfischlingen ist ein Winzerort und als solcher Teil des Weinanbaugebiets Pfalz. Vor Ort befindet sich unter anderem die Einzellage Kirchberg (91,8 ha). Diese gehört zur Großlage Trappenberg im Bereich Südliche Weinstraße.

### Verkehr

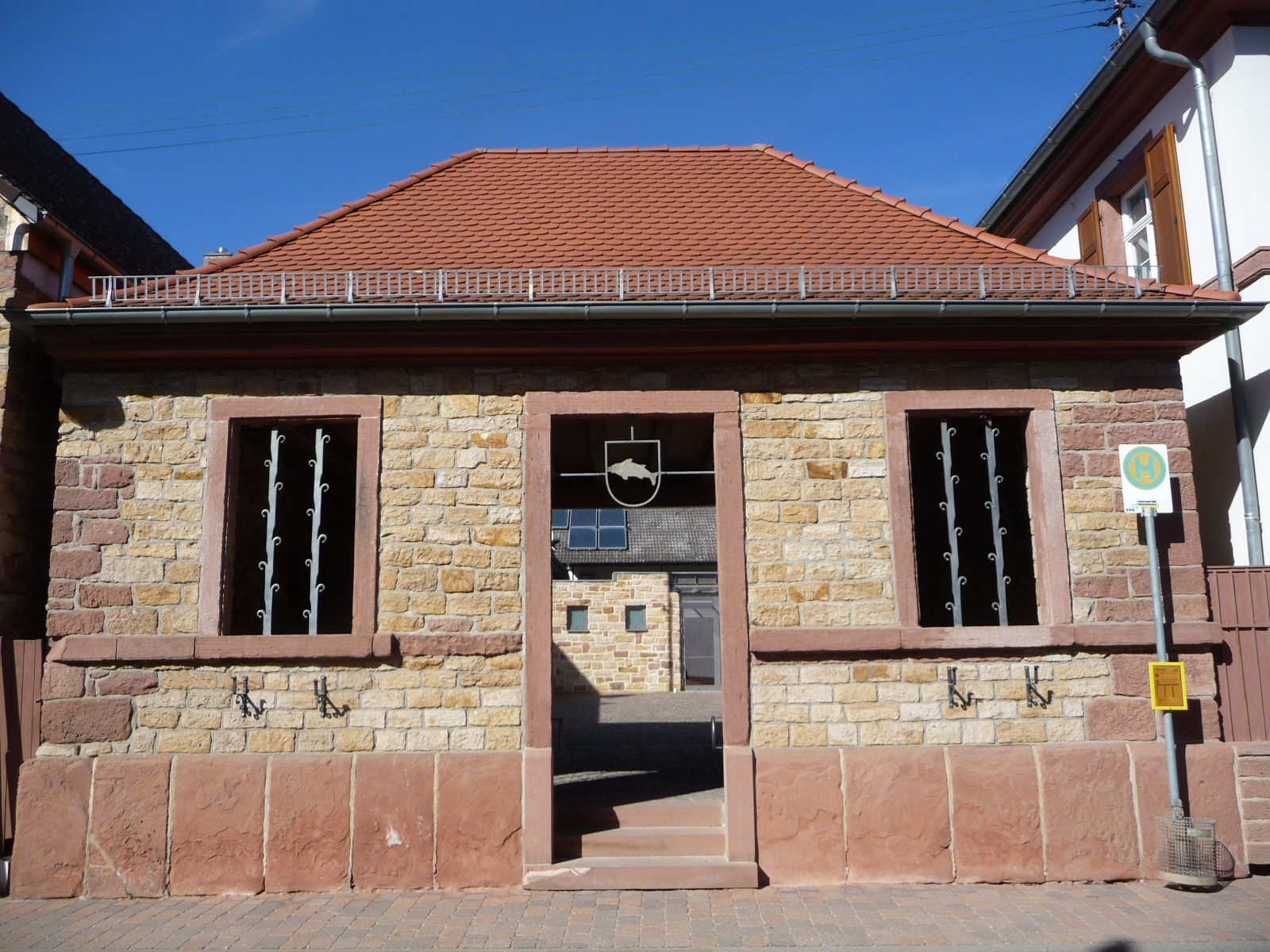
Bushaltestelle in Kleinfischlingen

Durch den Ort verläuft die Landesstraße 507, die von Birkweiler bis nach Speyer führt.
Kleinfischlingen liegt im Verkehrsverbund Rhein-Neckar. Für Fahrten in Richtung Karlsruhe gilt jedoch ebenso der Tarif des Karlsruher Verkehrsverbundes. Über die Gemeinde verlaufen die Buslinien 505, die nach Edenkoben als nächstgelegene Stadt führt, die dem Schülerverkehr nach Edesheim dienende 507 und die sporadisch verkehrende 542 nach Landau in der Pfalz. Die nächsten Bahnhöfe sind Edesheim und Edenkoben an der Pfälzischen Maximiliansbahn Neustadt an der Weinstraße–Landau (Pfalz)–Wissembourg, etwa vier Kilometer westlich gelegen.
Kleinfischlingen liegt etwa vier Kilometer nördlich der B 272, die von Landau nach Speyer führt. Die nächste Autobahnanschlussstelle ist Edenkoben an der A 65, etwa fünf Kilometer nordwestlich gelegen.

### Bildung
Die nächstgelegene Grundschule befindet sich in Edesheim.

## Persönlichkeiten
- Eva Croissant (* 1991), Sängerin und Songschreiberin, wuchs in Kleinfischlingen auf.